# Ernesto Vogt
Ernesto Vogt SJ (* 30. Januar 1903 in Basel; † 28. Februar 1984) war ein Schweizer römisch-katholischer Theologe.

## Leben
Der Bruder Emil Vogts trat 1921 den Jesuiten bei und empfing 1933 in Innsbruck die Priesterweihe. Nach der Promotion am Pontificio Istituto Biblico mit einer Arbeit zum Thema Der Erwählungsglaube im Alten Testament lehrte er von 1939 bis 1948 in Theologat São Leopoldo und ab 1949 in Rom an seiner Alma Mater, deren Rektor er bis 1963 war.

## Schriften (Auswahl)
- Untersuchungen zum Buch Ezechiel. Rom 1981, OCLC 605292289.
- Der Aufstand Hiskias und die Belagerung Jerusalems 701 v. Chr. Rom 1986, ISBN 88-7653-106-X.
- als Herausgeber: Lexicon linguae Aramaicae Veteris Testamenti. Documentis antiquis illustratum. Rom 1994, ISBN 88-7653-548-9.
  - als Herausgeber: A lexicon of Biblical Aramaic. Clarified by ancient documents. Rom 2011, ISBN 978-88-7653-655-7.